# Jean de Lattre de Tassigny
Jean Joseph-Marie Gabriel de Lattre de Tassigny (Mouilleron-en-Pareds, Vendée, 1889. február 2. – Párizs, 1952. január 11.) francia katonatiszt, a Vichy-kormány, majd a de Gaulle-féle Szabad Francia Erők seregének tábornoka, a második világháborúban a Délnyugat-Németországot megszálló francia 1. hadsereg főparancsnoka, 1945 után a berlini Szövetséges Ellenőrző Tanácsban Franciaország képviselője, 1948–1950 között a NATO európai erőinek főparancsnoka, 1950–1952 között az indokínai francia expedíciós hadtest parancsnoka, posztumusz Franciaország marsallja.

## Élete

### Származása, tanulmányai
Jean de Lattre de Tassigny francia–flamand nagypolgári (később nemességet szerzett) családban született. Édesapja Roger Joseph de Lattre de Tassigny (1855–1956), Mouilleron-en-Pareds polgármestere, édesanyja Anne Marie-Louise Hénault (1862–1938) volt.
A poitiers-i Szent József Kollégiumba (Collège Saint-Joseph) járt, majd Párizsban folytatta tanulmányait. 1898-tól a versailles-i Szent Genovéva-magángimnáziumban (Lycée privé Sainte-Geneviève), 1904-től a haditengerészeti akadémián (école navale) tanult. 1908–1911 között elvégezte a saint-cyri katonai főiskolát, majd a saumuri lovastiszti főiskolát (école de cavalerie).

### Az első világháborúban
Katonai pályáját 1912-ben a francia-lotaringiai Pont-à-Moussonban, a 12. dragonyos ezrednél kezdte. Az első világháborút századosi rangban, a 93. gyalogezred kötelékében harcolta végig. Négy alkalommal sebesült meg.

### A két világháború között
1919 és 1921 között a bayonne-i 49. gyalogezredhez helyezték, ennek kötelékében 1924 és 1925 között részt vett a Marokkóban zajló ún. Rif-háborúban, amely a Mohammed Abd al-Karim vezette kabil felkelők és a spanyol–francia gyarmati csapatok között zajlott.
1927-ben feleségül vette Simonne Calary de Lamazière-t (1906–2003), akitől 1928-ban megszületett egyetlen fia, Bernard (†1951). 1929-ben őrnaggyá (chef de bataillon) léptették elő, és Coulommiers-ba helyezték az 5. gyalogezredhez. 1932-ben alezredesi rangban Maxime Weygand altábornagynak (général de corps d’armée), a Legfelsőbb Haditanács (conseil supérieur de la guerre) alelnökének törzséhez vezényelték.
1930-ban ezredesi rangban kinevezték a metzi 151. gyalogezred parancsnokává. 1935-ben a Saint-Cyr-i Katonai Főiskola parancsnoka lett. 1937 és 1938 között elvégezte a vezérkari tiszteket képző Felső Hadiakadémiát, és kinevezték Strasbourg katonai kormányzójának törzsfőnökévé. 1939. március 23-án, 50 éves korában előléptették dandártábornokká, ő lett a francia haderő legfiatalabb tábornoka. A Lengyelország elleni német támadás másnapján, szeptember 2-án kinevezték a francia 5. hadsereg vezérkari főnökévé.

### A második világháborúban

#### A Franciaország elleni német hadjárat
1940. január 1-én de Lattre lett a francia 14. gyaloghadosztály vezénylő tábornoka, az Ardennekben. Már május 15-én Rethel-nél, Thugny-Trugny-nál és a Champagne keleti peremén harcba bocsátkozott az előrenyomuló Wehrmachttal, fékezte a támadás erejét, majd lassan visszavonult Marne, a Yonne és a Loire folyók felé. Az  Aisne folyónál háromszor vetette vissza a németeket, 2000 német foglyot ejtve. Hadosztálya egy hónapon át, egészen június 22-ig, a fegyverszünet kihirdetéséig harcérintkezésben maradt. Már ekkor figyelmet keltett, hogy de Lattre a visszavonulás alatt is szilárdan egyben tartotta hadosztályát, összeszedte és kötelékbe állította a más egységektől elszakadt katonákat, és begyűjtötte az elhagyott katonai raktárakban fellelhető hadianyagot és ellátmányt.

#### A Vichy-kormány hadseregében
A fegyverszünet után de Lattre a Vichy-kormány hadseregébe (armée d’armistice) került. 1941 szeptemberéig a 13. katonai körzet helyettes főparancsnoka volt Clermont-Ferrand-ban, egyben Puy-de-Dôme helyőrségparancsnoka. Szeptembertől az év végéig hadosztálytábornoki (général de division) rangban a tunéziai francia csapatok főparancsnokává nevezték ki. Ebben az időben még őszintén hitt abban, hogy Philippe Pétain marsall működése Franciaország távlati érdekeit szolgálja. Kemény fegyelmet tartott, lelkesen szervezte a hadsereget, több katonaiskolát alapított, részt vett az ifjúság hazafias nevelésében.
1941. november 12-én Huntziger hadseregtábornok (général d’armée), a Darlan-kormány hadügyminisztere, repülőgép-balesetben életét vesztette. De Lattre mozgósította kapcsolatait és megpróbálta megszerezni Huntziger posztját, de ez nem sikerült. Ezután konfliktusba került a német haderőparancsnoksággal, mert megtagadta, hogy Rommel Afrika-hadtestje számára élelmiszer-ellátást biztosítson. Emiatt 1942 februárjában német követelésre visszarendelték Párizsba. A németek rosszallása ellenére 1942-ben altábornaggyá (général de corps d’armée) léptették elő, és kinevezték a francia 16. hadosztály parancsnokává Montpellier-ben. Újabb katonaiskolát alapított Carnon-ban (Mauguio község, Hérault megye).

#### Letartóztatása
1942 novemberében bekövetkezett a Torch hadművelet, a szövetségesek partra szálltak Észak-Afrikában. Emiatt a Wehrmacht november végén bevonult Franciaország addig megkímélt részébe, az ún. „szabad zónába” is (Anton hadművelet). De Lattre ekkor a Pireneusok peremén, Cette-Eygun körzetében ellenállási központot és hadsereget kezdett szervezni a német megszállók elleni harcra. Megtagadta Pétain parancsát, amely megtiltotta a fegyveres harcot a németek ellen, emiatt letartóztatták. Egy katonai bíróság 10 év börtönre ítélte.

#### Átállása de Gaulle-hoz
1943. szeptember 13-án a Ellenállás segítségével sikerült megszöknie riomi börtönéből, egy hónapon át rejtőzött Auvergne-ben, aztán a partizánok manziati (Ain megyei) titkos repülőteréről feleségével és fiával együtt eljutott Londonba. Innen december 20-án Algírba érkezett, ahol csatlakozott Charles de Gaulle-hoz, aki előléptette hadseregtábornokká (général d’armée) és kinevezte az úgynevezett francia B-hadsereg élére, Henri Giraud tábornok helyére. Ez egyike volt a szövetséges Déli Hadseregcsoport (más néven amerikai 6. hadseregcsoport) két hadseregének, amelyeket a Dragoon hadművelethez, azaz az 1944 augusztusában Dél-Franciaországban tervezett partraszállási hadművelethez állítottak fel. (A csoport másik hadserege az amerikai 7. hadsereg volt, Alexander M. Patch tábornok parancsnoksága alatt.)

#### Délkelet-Franciaország felszabadítása
De Lattre B-hadserege 1944. augusztus 16-án szállt partra a dél-franciaországi Provence-ban. Csapatai elfoglalták Toulont és Marseille-t, és megkezdték a menetelést az ország belseje felé. A Wehrmacht-csapatok sietve – helyenként menekülésszerűen – vonultak vissza a Rhône folyó mentén felfelé. A szövetségesek (köztük de Lattre B-hadserege) gyors ütemben haladtak a nyomukban, csekély veszteségeket szenvedve. A Rhône folyó völgyében észak felé nyomulva de Lattre csapatai szeptember 2-án felszabadították Saint-Étienne-t, szeptember 3-án Lyont, szeptember 8-án Mâcont, Chalon-sur-Saône-t, Beaune-t és Autun-t. 
De Gaulle tábornok szózatában nyílt harcra buzdította az egész francia ellenállást. A maquisard-ok közül azokat, akik folytatni akarták a harcot a németek ellen, de Lattre tábornok besorolta a B- (később 1.) hadsereg kötelékébe. Harcosainak létszámát 137 000 fővel tudta megnövelni.
Szeptember 12-én de Lattre hadserege Dijon térségében, Montbard-ban, Aisey-sur-Seine-ben és Nod-sur-Seine-ben sikeresen találkozott a normandiai hadműveletből érkező francia 2. páncélos hadosztállyal. Október elején a páncélosokkal megerősített 1. hadsereg beavatkozott a szeptember vége óta tartó vosges-i csatában, november 17-én bevette Montbéliard-t és Héricourt-t, majd Gérardmert, és november 19-én a szövetségesek közül elsőként érte el a Rajna határfolyót. November 24-én elfoglalta Mulhouse-t, 25-én Belfort-t. Szeptember 25-én a B-hadsereg nevét „francia 1. hadseregre” változtatták.
1944. november 12-től december 19-ig dúlt a csata Elzászért és Lotaringiáért. A németek által  december 16-án megindított ardenneki offenzíva váratlan sikere arra kényszerítette a szövetségeseket, hogy december 19-én leállítsák saját elzászi előrenyomulásukat, és teljesen átrendezzék a amerikai 3. hadsereg pozícióit. 
Eisenhower tábornok visszavonulást tervezett a Vosges felé, csapatokat vont ki Elzászból, hogy tarthassa az ardenneki frontot. Emiatt Elzászban és Lotaringiában egészen december 31-ig szüneteltek a harcok. De Gaulle azonban politikai érdekből megtiltotta, hogy feladják a jelképnek tekintett Strasbourg-t, amelyet Leclerc tábornok foglalt el még november 23-án. De Lattre tábornok de Gaulle-lal értett egyet, és szembehelyezkedtek a visszavonulást elrendelő paranccsal. Miközben Eisenhower döntésére vártak, 1944. december 31-én Colmar felől, Sarreguemines és Bitche irányában újabb német páncélos támadás indult, a Nordwind offenzíva. Január 2-án megérkezett a Strasbourg kiürítésére vonatkozó parancs. De Lattre – de Gaulle parancsát meg sem várva – mégis utasítást adott Strasbourg védelmére. 1945. január 3-án de Gaulle-nak (Churchill jelenlétében) sikerült meggyőznie Eisenhowert Strasbourg megtartásának fontosságáról. De Lattre 24 órával később, már tomboló harc közepette kapta meg önálló döntéséhez de Gaulle parancsát és Eisenhower jóváhagyását. Az 1. hadsereg a várost igen súlyos vérveszteségek árán tudta megvédeni.

#### Délnyugat-Németország elfoglalása
1945. április elején de Lattre hadserege (a szövetséges expedíciós erő kötelekében) átkelt a Rajnán, és Délnyugat-Németországon át a Dunától délre, nyugatról kelet felé haladva Vorarlbergig és Tirolig nyomult előre. Felettese, Jacob L. Devers tábornok, az amerikai 6. hadsereg parancsnoka arra utasította, Stuttgartot Heilbronn felől, azaz északról foglalja el. A már ekkor külön utakat követő de Gaulle tábornok közvetlen utasítására de Lattre két francia hadosztályt a Neckar-menti Horb felől (délről) küldött Stuttgartba, hogy a várost még az amerikaiak előtt elfoglalja.
1945. április 16–17-én de Lattre személyes parancsára pusztító légibombázást és tüzérségi támadást hajtottak végre a badeni Freudenstadt városa ellen, ahol német hadikórházakat összpontosítottak, emiatt nyílt várossá volt nyilvánítva. A városba ezután a marokkói és francia egységek harc nélkül bevonultak és tömeges erőszakot tettek a női lakosokon. Ezután de Lattre hadserege egymás után vette be Baden és Württemberg városait: április 18-án Tübingent, 19-én Reutlingent, 21-én  Esslingent, 22-én Stuttgartot.
De Lattre francia 1. hadserege április 19-ére biztosította magának a badeni Oberkirch és Freudenstadt közötti fontos utánpótlási utat. Ezután nagyszabású déli irányú bekerítő hadműveletbe kezdett, hogy a Dél-Németországban operáló XVIII. SS-hadseregcsoportot szétmorzsolja. A bekerített SS-hadosztályok Villingen és Donaueschingen között végrehajtott kitörési kísérleteit visszaverte. Április 23-án a francia csapatok elérték a Boden-tó nyugati partján fekvő Radolfzellt, április 29-én bevették a tó északi partján fekvő Markdorfot, befejezve a Délnyugat-Németország elfoglalását. Április 26-án szövetséges felettese, Jacob L. Devers amerikai hadseregtábornok, a 6. hadseregcsoport parancsnoka, de Lattre hadtestparancsokától, Joseph de Goislard de Monsabert tábornoktól követelte az elfoglalt Stuttgart átadását az amerikaiaknak, de ezt – ismét de Gaulle személyes utasítására hivatkozva – de Lattre kereken megtagadta.
1945. május 8-án, amikor Berlin Karlshorst negyedében, Zsukov marsall főhadiszállásán a német fegyveres erők képviselői aláírták a Wehrmacht feltétel nélküli kapitulációjáról szóló okmányokat, De Lattre képviselte Franciaországot. A szövetségesek részéről tanúként ő és Spaatz amerikai tábornok írta alá az okmányt. Később de Lattre képviselte Franciaországot a berlini Szövetséges Ellenőrző Tanácsban.

### A hidegháborús években
1945. május 12-én de Lattre beköltözött a Bad Schachen-i Wacker-villába, Lindau városában, a Boden-tó mellett. A villa és a szomszédos házak lakóit kilakoltatták. 1945 decemberétől 1947 márciusáig de Lattre volt a francia hadsereg vezérkari főnöke és főfelügyelője. 1947 márciusában őt nevezték ki a Nyugat-európai Unió szárazföldi hadseregeinek főparancsnokává és főfelügyelőjévé. 1948 októberétől 1950 decemberéig ő volt a NATO nyugat-európai haderőinek főparancsnoka, főhadiszállását Fontainebleau-ban rendezte be.
1950-ben főbiztosként és főparancsnokként kinevezték a francia távol-keleti expedíciós hadtest élére, Francia-Indokínában és Délkelet-Ázsiában. Megszervezte a Vietnami Köztársaság nemzeti hadseregét.
Fia, Bernard, a francia gyarmati hadsereg hadnagya, 1951. május 30-án elesett az indokínai háborúban, Tonkin közelében. A tábornok-apát súlyosan megviselte egyetlen fiának elvesztése. Rákbetegség támadta meg, ezért haza kellett térnie Párizsba. Fél évvel fia után, 1952. január 11-én műtéti komplikációk következtében ő is meghalt. Szülővárosában, Mouilleron-en-Pareds-ben temették el, teljes katonai tiszteletadás mellett.

### Emlékezete

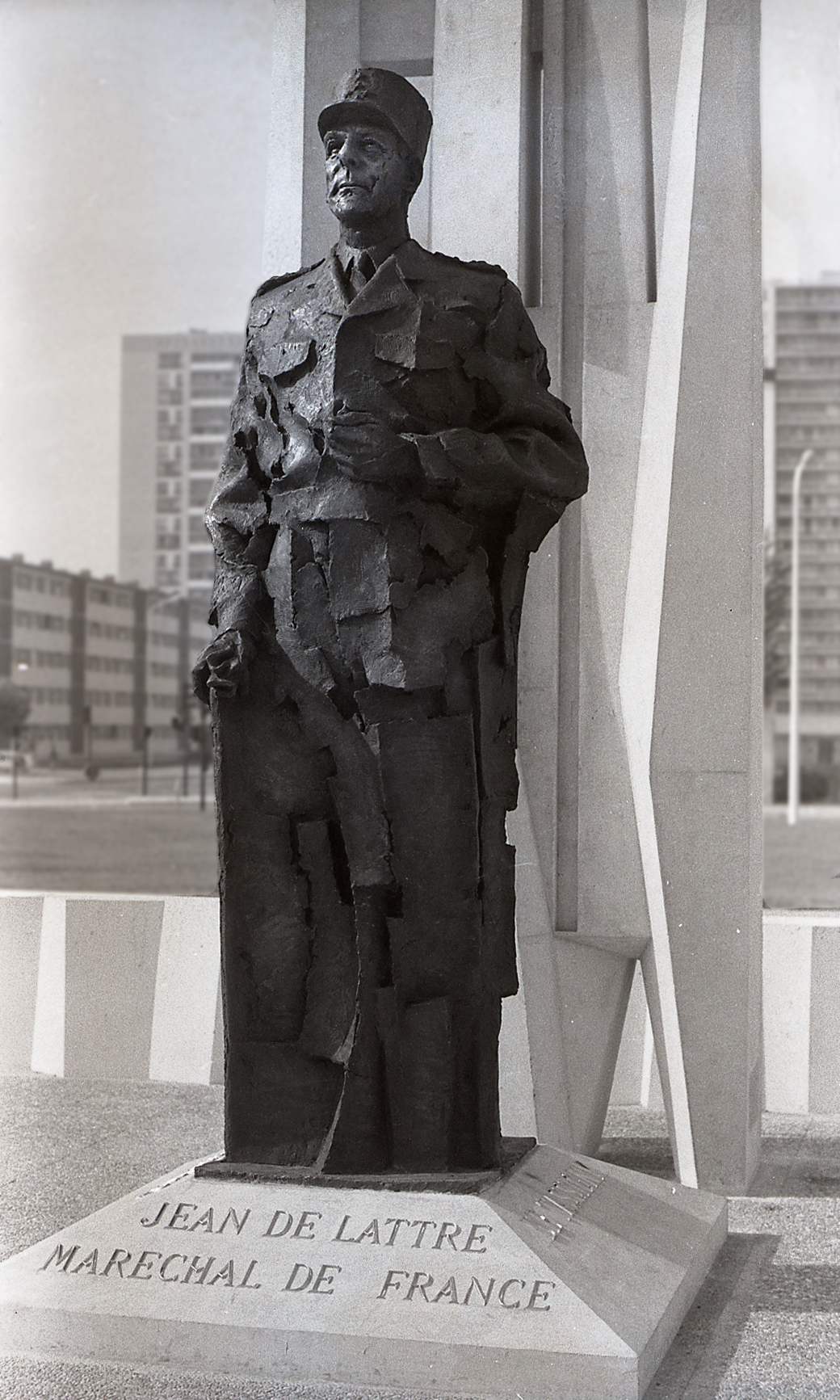
Szobra Mantes-la-Jolie-ban (Jacques Le Nantec műve)

1952-ben a francia kormány posztumusz elismerésképpen a Franciaország marsallja tiszteletbeli címet adományozta neki. Halálának ötvenedik évfordulóján, 2002 elején Jacques Chirac köztársasági elnök a párizsi Invalidusok Szent Lajos-katedrálisában emléktáblát avatott emlékezetére. Szerte Franciaországban szobrokat, emléktáblákat kapott, több városban közutak, terek őrzik a nevét.

## Kiadott művei
- Première Armée Française. Ordres du jours et Messages, Strasbourg, 1945
- Textes du général de Lattre de Tassigny, Párizs, 1947
- Histoire de la 1re Armée française, éd. Plon, 1949
- Général de Lattre, la victoire à Berlin 1945, Párizs, 1949
- Œuvres Libres, Párizs, 1949
- Ne pas subir – Écrits 1914–1952, Párizs, 1984
- Reconquérir: 1944–1945. Textes réunis et présentés par Jean-Luc Barre, Plon, 1985

## Kapcsolódó szócikk
- Anton hadművelet(wd)
- Elzászi csata(wd)
- Lotaringiai hadjárat(wd)
- Nordwind hadművelet(wd)
- Szövetségesek háborús bűncselekményei a második világháborúban(wd)